# Les routiers sont sympa
Les routiers sont sympa est une émission radiophonique française, créée et animée par Max Meynier de 1972 à 1983 sur les ondes de la station RTL.

## Historique

### Création et développement
Créée le 8 mai 1972 par Max Meynier et diffusée de 20 h 30 à minuit sur les ondes de RTL, l'émission Les routiers sont sympa, qui tient compagnie aux chauffeurs routiers qui roulent de nuit, connait un très vif succès, avec près de 800 000 auditeurs chaque soir en moyenne ; l'animateur Max Meynier recevait jusqu'à 25 000 lettres par an.
L'indicatif musical de l'émission a été créé par Vladimir Cosma,.
En 1976, la station RTL aménage un studio situé sur le toit des entrepôts Calberson du boulevard Ney dans le 18e arrondissement de Paris, lieu choisi pour permettre aux routiers de venir avec leur camion afin de discuter en direct avec l'animateur, le studio disposant d'une « salle d'embarquement » permettant d'accueillir routiers et auto-stoppeurs.
Après l'arrêt de l'émission en 1983, d'autres prirent le relais jusqu'en 1986 : Fréquence Max, puis Les Routes du bout du monde, Allô Max, Les PCV de l'aventure et enfin Relax Max, réalisées par Bernard Gick.[réf. souhaitée]

### Prise d'otages en 1974
L'émission connut un fait divers dans la nuit du 8 au 9 février 1974 : Jacques Robert, un déséquilibré multirécidiviste connu des services de police aussi bien que de la médecine psychiatrique, parvint à entrer dans le studio de la rue Bayard et prit en otage l'animateur, sa scripte et le technicien-réalisateur.
Armé d'un revolver 7,65 et d'une grenade quadrillée dégoupillée (dont on saura après qu'elle était factice), il réclamait une demi-heure d'antenne sur les trois chaînes de l'ORTF. Après plus de cinq heures de prise d'otage, Max Meynier parvient à le maîtriser en le convainquant de se rendre à la police.
Pendant la prise d'otage, des disques sont passés à l'antenne pendant que Max Meynier et les policiers tentent de raisonner le forcené. Georges Lang, autre animateur de la station et présent aussi ce soir-là, assiste à la scène, accueillant les forces de police et les menant vers le studio où se retranchait le forcené.
À l'issue de la prise d'otage, Jacques Robert est condamné une nouvelle fois à la prison,.

## Autour de l'émission

### Postérité
En 2020, à l'issue du premier confinement en France, une émission consacrée aux conductrices et conducteurs revient sur la FM, produite pa Radio Vinci Autoroutes. L'émission est nommée Les Routiers sont toujours aussi sympas avec l'accord de la famille de Max Meynier pour utiliser ce nom, en forme de clin d'œil au célèbre animateur.
L'émission est diffusée de 21 h à 23 h du lundi au jeudi, hors juillet et août, sur la fréquence 107.7. Elle est présentée par Sébastien Ponchelet, appelé par les auditeurs « Sebamax ».[réf. souhaitée]

### Mort de l'animateur
En mai 2006, l'animateur Max Meynier subit une double transplantation du cœur et meurt d'un cancer. Ce fut l'occasion pour RTL de lui rendre hommage, notamment dans une émission présentée par Isabelle Quenin et Georges Lang où les auditeurs purent exprimer leurs souvenirs radiophoniques de l'émission.[réf. souhaitée]